# Акула одноплавцева котяча гостроноса
Одноплавцева котяча акула гостроноса (Pentanchus profundicolus) — єдиний відомий на сьогодні вид роду Одноплавцева котяча акула родини Котячі акули. Інша назва «одноплавцева п'ятизяброва акула».

## Опис
Загальна довжина досягає 51 см. Зовнішністю схожа на типових представників роду Чорна котяча акула. Голова сильно сплощена зверху. Морда при погляді зверху лопатоподібна. Ніс гострий, клиноподібний. Очі овальні, горизонтальної форми, з мигальною перетинкою. За ними розташовані маленькі бризкальця. Має характерний щічні горбики під очима. Ніздрі відносно широкі, відстань між ніздрями більша за ширину ніздрів. Носові клапани довгі. Губні борозни довгі. Рот зігнутий, помірно широкий. Зуби дрібні, з 3 верхівками, однаковими на обох щелепах. У неї 5 пар зябрових щілин. Тулуб кремезний, масивний, звужений ближче до голови та хвостової частини. Шкіра м'яка і в'яла на дотик. Луска слабко кальцинована. Грудні плавці відносно великі, з округлими кінчиками. Особливістю цього виду — наявність лише 1 плавця, який розташовано майже у хвостового плавця. Це єдиний відомий натепер вид п'ятизябрових акул з одним плавцем. Зазвичай його мають представники багатозябрових акул. Відстань між грудними та черевними плавцями маленька. Анальний плавець дуже широкий, низенький. Хвостовий плавець довгий, становить 25% довжини усього тіла, гетероцеркальний.
Забарвлення однотонне: темно-коричневе.

## Спосіб життя
Тримається на глибині 1000–1100 м. Полює біля дна, є бентофагом. Живиться невеликими ракоподібними і глибоководними кальмарами, а також дрібною костистою рибою.
Статева зрілість у самців настає при розмірах 49-50 см. Це яйцекладна акула. Процес розмноження знаходиться в стадії дослідження.

## Розповсюдження
Мешкає біля островів Міндао і Лейте (Філіппіни).